# Albedo (jeu de rôle)
Pour les articles homonymes, voir Albédo (homonymie).
Albedo est un jeu de rôle basé sur le monde créé par le dessinateur Steve Gallacci. Cet univers de SF est peuplé d'animaux anthropomorphiques.

## Parutions

### Règles
- Albedo (1988)
- Albedo 2nd Edition (1993)
- Albedo Platinum Catalyst (2004)

### Supplément aux règles
- Albedo Ships sourcebook

### Aventures
Les deux aventures sont pour la 2nd Edition
- Zho-Chaka (1994)
- The Drift (1994)

## Éditeurs
- Thoughts & Images
- Chessex (2nd Edition)
- Sanguine Productions (Édition Platinum)